# Миеттинен, Самули
Самули Расмус Миеттинен (фин. Samuli Rasmus Miettinen; 16 июня 2004, Куопио) — финский футболист, защитник клуба КуПС. 

## Клубная карьера
Самули Миеттинен родился в городе Куопио и является воспитанником местного клуба КуПС. Сезон 2022/23 защитник провёл в аренде в Италии, выступая за молодёжный состав клуба «Сампдория».
После окончания срока аренды футболист вернулся в КуПС. В ноябре 2023 года Миеттинен подписал с КуПС договор до конца 2025 года. В сезоне 2024 года Миеттинен в составе КУПС выиграл чемпионат Финляндии и национальный кубок.

## Карьера в сборной
6 сентября 2024 года Миеттинен дебютировал в составе молодёжной сборной Финляндии.

## Достижения
КуПС
- Чемпион Финляндии: 2024
- Обладатель Кубка Финляндии (2): 2022, 2024